# Barrière (British Columbia)
|                       | Jan   | Feb  | Mär  | Apr  | Mai  | Jun  | Jul  | Aug  | Sep  | Okt  | Nov  | Dez  |   |       |
| Mittl. Tagesmax. (°C) | −2,7  | 2,2  | 9,6  | 15,9 | 20,7 | 24,4 | 27,9 | 27,1 | 21,3 | 12,3 | 3,2  | −1,9 | ⌀ | 13,4  |
| Mittl. Tagesmin. (°C) | −10,2 | −7,3 | −3,7 | 0,2  | 4,7  | 8,5  | 10,1 | 9,6  | 5,1  | 0,6  | −3,6 | −8,2 | ⌀ | 0,5   |
|                       |       |      |      |      |      |      |      |      |      |      |      |      |   |       |
| Niederschlag (mm)     | 44,6  | 31,7 | 25,3 | 26,7 | 41,7 | 51,8 | 47,6 | 45,8 | 33,4 | 36,5 | 49,7 | 51,5 | Σ | 486,3 |

| −10,2 |

| −7,3 |

| −3,7 |

| 0,2 |

| 4,7 |

| 8,5 |

| 10,1 |

| 9,6 |

| 5,1 |

| 0,6 |

| −3,6 |

| −8,2 |

| −10,2 |

| −7,3 |

| −3,7 |

| 0,2 |

| 4,7 |

| 8,5 |

| 10,1 |

| 9,6 |

| 5,1 |

| 0,6 |

| −3,6 |

| −8,2 |

Barrière ist eine Gebietsgemeinde („District Municipality“) in der kanadischen Provinz British Columbia.
Sie befindet sich 65 km nördlich der größeren Stadt Kamloops am Highway 5.

## Geschichte
Die Stadt war ursprünglich das Gelände eines Pelzhandelsposten und leitet seinen Namen von den Felsen und Netzen im Wasser ab, die die First Nations als Barriere in den Fluss legten, um die Boote am Passieren zu hindern.
1861 wurde in der Gegend Gold entdeckt und abgebaut.
Im Jahr 2003 fegte ein großer Waldbrand durch die Gegend und zerstörten sowohl Häuser, als auch Industrie. Dazu gehörte auch das Louis Creek Sägewerk, ein großer Arbeitgeber vor Ort.
Die Zuerkennung der kommunalen Selbstverwaltung für die Gemeinde erfolgte am 4. Oktober 2007 (incorporated als District Municipality). Sie ist damit eine der jüngsten Gemeinden in der Provinz.

## Demographie
Der Zensus 2016 ergab für die Ansiedlung eine Bevölkerungszahl von 1.713 Einwohnern, nachdem der Zensus 2011 für die Gemeinde noch eine Bevölkerungszahl von 1.773 Einwohnern ergab. Die Bevölkerung nahm damit im Vergleich zum letzten Zensus im Jahr 2011 um 3,4 % ab und entwickelte sich damit entgegen dem Provinzdurchschnitt, mit einer Bevölkerungszunahme von 5,6 % in der Provinz. Im Zensuszeitraum 2006 bis 2011 hatte die Einwohnerzahl in der Gemeinde noch um 23,8 % abgenommen, während sie im Provinzdurchschnitt um 7,0 % zunahm.
Zum Zensus 2016 lag das Durchschnittsalter der Einwohner bei 48,4 Jahren und damit weit über dem Provinzdurchschnitt von 42,3 Jahren. Das Medianalter der Einwohner wurde mit 54,0 Jahren ermittelt. Das Medianalter aller Einwohner der Provinz lag 2016 bei 43,0 Jahren. Zum Zensus 2011 wurde für die Einwohner der Gemeinde noch ein Medianalter von 55,2 Jahren ermittelt, bzw. für die Einwohner der Provinz bei 41,9 Jahren.

## Religion
In Barrière gibt es die folgenden Kirchen:
- Bethany Baptist Church (Baptisten, Fellowship of Evangelical Baptist Churches in Canada)
- Christian Life Assembly (Pfingstler/Assemblies of God, Pentecostal Assemblies of Canada)
- St. George (Katholiken, Bistum Kamloops)
- St. Paul (zusammengelegte Gemeinde der anglikanischen, der vereinigten und der evangelisch-lutherischen Kirche)
- Siebenten-Tags-Adventisten
- Zeugen Jehovas

## Infrastruktur
Das nächstgelegene Krankenhaus in der Region ist das Royal Inland Hospital in Kamloops.
Einer der Hauptgründe für die wachsende Gemeinde ist die Lage am Highway 5, dem einzig möglichen Weg in das Innere des nördlichen British Columbia, Jasper und Edmonton. Das Schienennetz der Canadian National Railway verläuft ebenfalls durch den Ort.

## Industrie
Barrieres wichtigste Industrie ist die Forstindustrie, aber auch der Tourismus und die Landwirtschaft sind von Bedeutung.
Die größten Arbeitgeber der Stadt sind Gilbert Smith Forest Products und Darfield Building Products, für die etwa 75 % der Bewohner arbeiten.

## Erholung und Sport
- Die Gemeinde liegt in der Mitte eines Drei-Phasen-Park-Verjüngung-Projekts.
- Mehrere Badeseen sind nur eine kurze Autofahrt von der Gemeinde entfernt.
- Nördlich des Stadtzentrums befindet sich der Chinook Cove Golf Course.
- Das Skigebiet Sun Peaks liegt etwa 1 Autostunde von Barriere entfernt.

## Veranstaltungen
- Beim Labour Day, dem Tag der Arbeit, am ersten Montag im September, ist der Ort Gastgeber des North Thompson Fall Fair Rodeo. Rund 10.000 Menschen besuchen jährlich die 3-tägige Messe, in deren Rahmen eine große Parade stattfindet.

## Persönlichkeiten
- Wayne Broomfield, Freilichtmaler, lebt den Großteil des Jahres in Berriere.